# Palatschinken

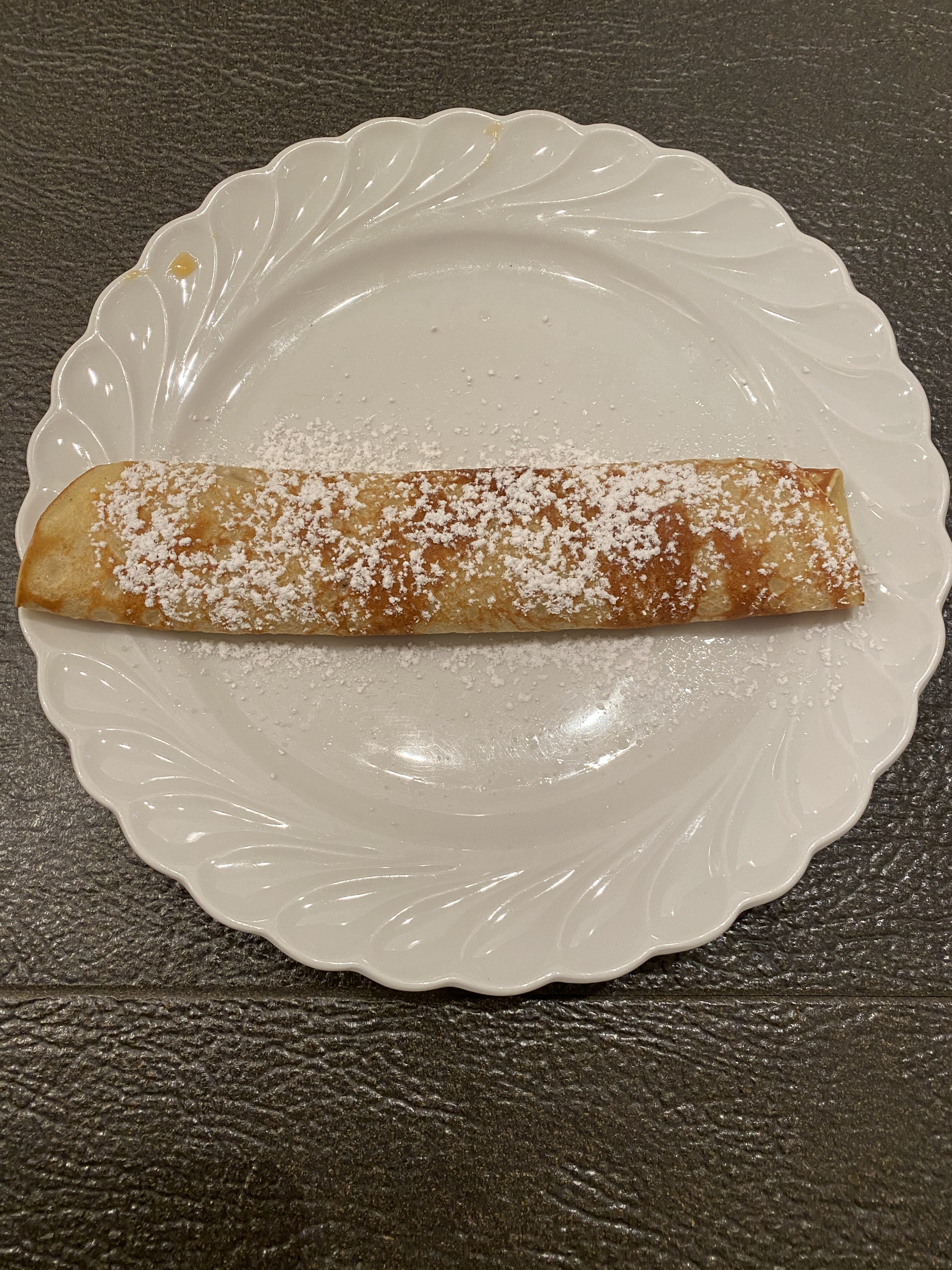
Palatschinke

Eine Palatschinke [palaˈʧinkə] ist eine Mehlspeise, ein kleiner dünner Pfannkuchen, der typischerweise eine Füllung enthält.
Sie sind eine Spezialität der österreichischen und Wiener Küche mit der bekannten Variante der Topfenpalatschinken (mit einer Topfen-Rosinen-Füllung).
Beliebt sind Topfen-, Obers-, Früchte- und Schokoladefüllungen u. a.

## Wortherkunft
Das Wort Palatschinke entstammt vom Latein placenta für Mutterkuchen, überlebte als kulinarischer Begriff im rumänischen plăcintă [pləˈtʃintə] für Pfannkuchen, wurde von den Ungarn übernommen (palacsinta [ˈpɒlɒtʃintɒ]), von dort gelangte es ins Slawische (Tschechisch palačinka). Die Österreicher übernahmen schließlich das Gericht samt Namen von den Tschechen.
Zahlreiche Wörterbücher führen als Lemma den Singular an. Nach einer Quelle existiert das Wort im Wienerischen nur im Plural, andere Wörterbücher des Wienerischen führen allerdings regulär den Singular an, im Wienerischen mit Artikel de Paladschinkn ausgesprochen.
Das Wort Palatschinke ist eher ostösterreichisch, in Westösterreich wird es neben Omelett(e) verwendet, und in Vorarlberg ist es ungebräuchlich. Der Unterschied zwischen Palatschinke und Omelette (einschließlich Pfannkuchen) ist die Dünnflüssigkeit.
Das Wort Palatschinke wird erstmals um 1900 geschrieben, z. B. 1908 sowohl in Die österreichische Küche von Marie von Rokitansky (S. 319) als auch im Gastronomischen Lexikon von Carl Scheichelbauer und Franz Giblhauser, 1935 bei den Kochbuchautoren Adolf Hess (* 1862, † 1928) und 1938 bei Katharina Prato, in den allgemeinen Sprachgebrauch erst nach dem Ersten Weltkrieg. Palatschinken sind mit den französischen Crêpes vergleichbar und gehen auf einen Fladenteig zurück, der früher u. a. in Siebenbürgen auf heißen Steinen ausgebacken wurde. Man findet den “Feuerfleck” in Niederösterreich auf Jahrmärkten und Kirtagen, welcher der Urform der Palatschinke ähnelt. In die Wiener Kochbuchliteratur gelangt das Wort Palatschinke erst im 19. Jahrhundert.

## Zubereitung
Milch, Mehl und Eier sowie Eidotter und etwas Salz (ggf. etwas Zucker) werden zu einem flüssigen Teig verrührt, ein Teil der Flüssigkeit kann durch Sodawasser ersetzt werden. In einer Pfanne wird etwas Butter erhitzt, je ein kleiner Schöpfer Teig eingegossen, der durch leichtes Kippen rasch auf dem ganzen Pfannenboden verteilt und gebacken wird. Die Palatschinken werden mit Marmelade oder einer Füllung bestrichen, lose aufgerollt und mit Staubzucker bestreut serviert. Man rechnet mehrere Stück pro Portion als Nachspeise; in der Altwiener Küche nahm man zum Backen halb Butter, halb Schweinefett.